# ANNアナウンサー賞
ANNアナウンサー賞（エーエヌエヌアナウンサーしょう）とは、テレビ朝日を始めとするANN系列各局のアナウンサーの中で毎年優秀なアナウンサーに対し与えられる賞である。
2002年にスタートしたため、他局の同様の賞に比べると歴史が浅い。

## 概要
前年10月1日から当年9月30日までに放送された番組を対象として審査が行われる。
当初は毎年11月に表彰式が行われていたが、後にやや時期が遅くなっており、2022年度は年明けの2023年1月にずれ込んでいる。その模様はテレビ朝日アナウンス部ホームページや広報番組「はい!テレビ朝日です」で紹介される。

## 部門

### 2002年～2010年
発足当初は「原稿のあるもの部門」（ニュース・ナレーション等）、「原稿のないもの部門」（フリートーク・リポート・司会等）、「高校野球実況部門」の3部門からなり、各部門について優秀賞1名と奨励賞若干名が決められていた。

### 2011年～2015年
2011年よりシステムが変更になり、「スポーツ実況部門」「ナレーション部門」「番組部門」の3部門に対してそれぞれ「新人賞（アナウンサー歴4年以下が対象）」「優秀賞（同5年目以上が対象）」を1名ずつ選出し、その中から「最優秀新人賞」「大賞」を各1名ずつ選出する形となった。なお大賞の候補者には各部門の新人賞受賞者も含まれる。また選考委員会の判断により特別賞も授与できるようになった。

### 2016年～
2016年に2度目のシステム変更が行われ、従来「優秀賞」に経験年数の上限が無かったものを「アナウンサー経験5年以上15年以内」と区切り、アナウンサー経験15年を超える者が作品を出品する場合は「特別賞」の対象として取り扱うことになった。その為、受賞当時はアナウンサー歴22年の朝日放送（現：朝日放送テレビ…ABC）の浦川泰幸が新しい規約における特別賞適用第1号となった。ただし経験15年以下のアナウンサーにも特別賞の受賞資格は残っており、同年には熊本朝日放送（KAB）の土屋孝博（受賞当時はアナウンサー歴14年）も特別賞を同時受賞している。また特別賞は個人という制約が外れ団体でも受賞可能になり、2017年は九州朝日放送（KBC）が団体として初の受賞者となっている。

## 過去の受賞者
- 個人の所属社名（局名）は当時のもの。

| 回数            | 優秀賞                        | 優秀賞                        | 優秀賞                        |
| 回数            | 原稿のあるもの部門            | 原稿のないもの部門            | 高校野球実況部門              |
| --------------- | ----------------------------- | ----------------------------- | ----------------------------- |
| 第1回（2002年） | 荒谷知穂 （広島ホームテレビ） | 岸本哲也 （長崎文化放送）     | 三橋泰介 （岩手朝日テレビ）   |
| 第2回（2003年） | 宮本啓丞 （九州朝日放送）     | 原田裕見子 （静岡朝日テレビ） | 谷口直樹 （北海道テレビ放送） |
| 第3回（2004年） | 森さやか （北海道テレビ放送） | 浜田しのぶ （九州朝日放送）   | 井川弘宜 （山口朝日放送）     |
| 第4回（2005年） | 三河かおり （新潟テレビ21）   | 松尾由美子 （テレビ朝日）     | 該当者なし                    |
| 第5回（2006年） | 神取恭子 （名古屋テレビ）     | 倉橋友和 （名古屋テレビ）     | 佐藤優 （山形テレビ）         |
| 第6回（2007年） | 深津麻弓 （名古屋テレビ）     | 吉川圭一 （福井放送）         | 古川興二 （静岡朝日テレビ）   |
| 第7回（2008年） | 小坂深和 （山形テレビ）       | 内山知子 （新潟テレビ21）     | 橋本和芳 （北陸朝日放送）     |
| 第8回（2009年） | 橋詰優子 （朝日放送）         | 畑山綾乃 （岩手朝日テレビ）   | 沖繁義 （九州朝日放送）       |
| 第9回（2010年） | 佐藤千晶 （東日本放送）       | 依田英将 （北海道テレビ放送） | 高橋正和 （秋田朝日放送）     |

| 回数              | 優秀賞                                                | 優秀賞                                                | 優秀賞                                                | 新人賞                                              | 新人賞                                                  | 新人賞                                                | 特別賞                                                                                   |
| 回数              | ナレーション部門                                      | 番組部門                                              | スポーツ実況部門                                      | ナレーション部門                                    | 番組部門                                                | スポーツ実況部門                                      | 特別賞                                                                                   |
| ----------------- | ----------------------------------------------------- | ----------------------------------------------------- | ----------------------------------------------------- | --------------------------------------------------- | ------------------------------------------------------- | ----------------------------------------------------- | ---------------------------------------------------------------------------------------- |
| 第10回 （2011年） | 佐分千恵 （テレビ朝日）                               | 山田理 （岩手朝日テレビ）                             | 岩本計介 （朝日放送）                                 | 東海佳奈子 （福井放送）                             | 塩尻奈都子 （名古屋テレビ）                             | 櫻井譲士 （鹿児島放送）                               | 松原大祐 （熊本朝日放送）                                                                |
| 第11回 （2012年） | 村上健太郎 （愛媛朝日テレビ）                         | 安藤桂子 （福島放送）                                 | 堂野浩久 （名古屋テレビ）                             | 阿部美里 （東日本放送）                             | 石井栞 （九州朝日放送）                                 | 片山真人 （福島放送）                                 |                                                                                          |
| 第12回 （2013年） | 猪俣理恵 （福島放送）                                 | 細谷めぐみ （九州朝日放送）                           | 該当者なし                                            | 古川昌希 （朝日放送）                               | 菅原知弘 （テレビ朝日）                                 | 冨田和 （山口朝日放送）                               |                                                                                          |
| 第13回 （2014年） | 髙﨑恵理 （熊本朝日放送）                             | 該当者なし                                            | 寺川俊平 （テレビ朝日）                               | 西野志海 （北海道テレビ放送）                       | 北條瑛祐 （朝日放送）                                   | 西田隆人 （福井放送）                                 |                                                                                          |
| 第14回 （2015年） | 椎木麻衣 （大分朝日放送）                             | 高橋大作 （朝日放送）                                 | 片山真人 （福島放送）                                 | 佐藤綾子 （長崎文化放送）                           | 速水里彩 （愛媛朝日テレビ）                             | 寺田健人 （大分朝日放送）                             | 小縣裕介 （朝日放送）                                                                    |
| 第15回 （2016年） | 喜多ゆかり （朝日放送）                               | 木邨将太 （青森朝日放送）                             | 村田智啓 （静岡朝日テレビ）                           | 山崎彩紗 （山口朝日放送）                           | 福田太郎 （北海道テレビ放送）                           | 五十幡裕介 （北海道テレビ放送）                       | 浦川泰幸 （朝日放送） 土屋孝博 （熊本朝日放送）                                          |
| 第16回 （2017年） | 細谷めぐみ （九州朝日放送）                           | 田嶌万友香 （瀬戸内海放送）                           | 三澤澄也 （九州朝日放送） 平岩康佑 （朝日放送）       | 矢端名結 （愛媛朝日テレビ）                         | 桝田沙也香 （テレビ朝日） 寺田健人 （大分朝日放送）     | 山崎弘喜 （テレビ朝日）                               | 九州朝日放送 「2017年7月九州豪雨報道」                                                   |
| 第17回 （2018年） | 冨田奈央子 （広島ホームテレビ）                       | 武田華奈 （テレビ宮崎）                               | 岡拓哉 （新潟テレビ21）                               | 山城咲貴 （琉球朝日放送）                           | 津田理帆 （朝日放送テレビ） 坪北奈津美 （東日本放送）   | 寺田健人 （大分朝日放送）                             |                                                                                          |
| 第18回 （2019年） | 乾麻梨子 （朝日放送テレビ）                           | 古川昌希 （朝日放送テレビ）                           |                                                       | 南雲穂波 （名古屋テレビ）                           | 森重有里彩 （北陸朝日放送）                             | 藤原祐輝 （青森朝日放送） 小西陸斗 （朝日放送テレビ） | 北海道テレビ放送 「onちゃんおはなし隊」                                                  |
| 第19回 （2020年） | 塚本麻里衣 （朝日放送テレビ） 阿部美里 （東日本放送） | 楠原由祐子 （長野朝日放送）                           | 北條瑛祐 （朝日放送テレビ）                           | 新岡智昭 （秋田朝日放送）                           | 澤田愛美 （青森朝日放送）                               | 伊藤大悟 （東日本放送）                               | 青森朝日放送 アナウンサーチーム                                                          |
| 第20回 （2021年） | 東海佳奈子 （福井放送）                               | 長岡大雅 （九州朝日放送）                             | 横山太一 （朝日放送テレビ） 居内陽平 （九州朝日放送） | 渡辺瑠海 （テレビ朝日） 中村かさね （青森朝日放送） | 林輝彦 （静岡朝日テレビ）                               | 青木隆太 （秋田朝日放送）                             | 北海道テレビ放送 「『今、わたしたちにできること』 10年にわたる防災・減災の呼びかけ」     |
| 第21回 （2022年） | 柴田理美 （熊本朝日放送）                             | 依田英将 （北海道テレビ放送） 山本雪乃 （テレビ朝日） | 五十幡裕介 （北海道テレビ放送）                       | 鈴木奏斗 （東日本放送） 澤田愛美 （青森朝日放送）   | 宮崎愛子 （テレビ宮崎）                                 | 和田侑也 （九州朝日放送）                             | 下田武史 （北陸朝日放送） 「難病を克服してもう一度野球を」                               |
| 第22回 （2023年） | 松田佳恵 （福井放送）                                 | 藤原祐輝 （青森朝日放送）                             | 八谷英樹 （山口朝日放送）                             | 中村萌音 （山口朝日放送）                           | 城戸今日子 （岩手朝日テレビ） 宮原睦実 （山口朝日放送） | 溝江翔平 （福島放送）                                 | 上坂嵩 （名古屋テレビ） 「上坂アナのSDGs出前教室」                                       |
| 第23回 （2024年） | 古川昌希 （朝日放送テレビ）                           | 塚本麻里衣 （朝日放送テレビ） 草薙和輝 （テレビ朝日） | 島貫凌 （名古屋テレビ）                               | 富山詠美 （新潟テレビ21）                           | 城所海司 （北陸朝日放送）                               | 西嶋宏一郎 （熊本朝日放送）                           | 下田武史 （北陸朝日放送） 「被災から立ち上がる 球児たちを取材、 励まし続け、最高の夏へ」 |

※第10回以降、大賞・最優秀新人賞受賞者は氏名が太字。